# Eden Sequeira
Eden Luri de Sousa Sequeira (ur. 28 października 1980 w Odivelas) – portugalski siatkarz pochodzenia angolskiego, grający na pozycji środkowego. Wielokrotny reprezentant Portugalii.
Jego młodszy brat Valdir, również jest siatkarzem.

## Przebieg kariery
| 2002–2005                 | Academica Coimbra       |
| 2005/2006                 | SL Benfica              |
| 2006/2007 (do 02.2007)    | Rosario Sonders         |
| 2006/2007 (od 07.02.2007) | Prisma Taranto          |
| 2007/2008 (do 01.2008)    | Noliko Maaseik          |
| 2007/2008 (od 01.2008)    | Stade Poitevin Poitiers |
| 2008/2009                 | Beauvais Oise UC        |

## Sukcesy klubowe
Puchar Portugalii:
- 2006

Puchar Challenge:
- 2008

Mistrzostwo Francji:
- 2008

## Sukcesy reprezentacyjne
Liga Europejska:
- 2007
- 2009